# 海峽時報
《海峽時報》（英語：The Straits Times）是新加坡一份英文報紙。它是新加坡报业控股有限公司的旗艦刊物。《海峽時報》於1845年7月15日首次發行，新加坡报业控股稱其日發行量約為370,700份。它是新加坡唯一份報道一般社會新聞的寬版英文報紙。另一份大張的英文報紙——《商業時報》則只關注商業新聞。
報紙另有緬甸和汶莱版本，日發行量分別為5,000和2,500份。

## 歷史

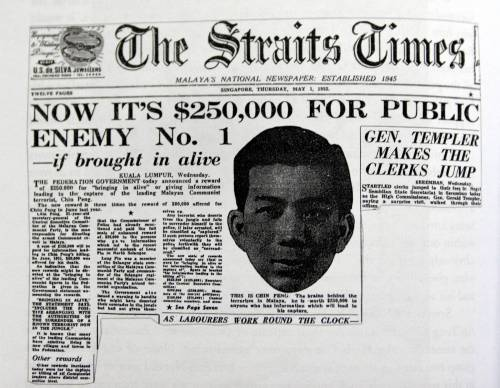
《海峽時報》刊登英属马来亚政府悬赏马来亚共产党总书记陈平25万元，等同于今日的100万馬來西亞令吉

《海峽時報》是由亞美尼亞人吉席·摩西（Catchick Moses）創辦。摩西的朋友Martyrose Apcar本來打算辦一份本地報紙，卻遇到有經濟困難。為了實現朋友的夢想，摩西接手，任命羅伯特·卡爾·伍茲（(Robert Carr Woods）擔任主編。1845年7月15日，《海峽時報》出版了八頁的周報，使用手動印刷機在土庫街7號（7 Commercial Square）印刷。每月訂費1.75叻幣。1846年9月，摩西把海峽時報賣給羅伯特．卡爾．伍茲，因為現實表明報紙無利可圖。
1942年2月20日，英國向日軍投降5日後，《海峽時報》改稱為「昭南時報」（The Shonan Times）和「昭南新聞」（The Syonan Shimbun），1945年9月新加坡恢復英國統治後復名。
1972年，受限於馬來西亞禁止外商經營報刊的規定，總公司將其馬來西亞分公司80%股份易手，而由該分公司出版的馬來西亞版《海峽時報》亦在兩年後的8月31日更名為《新海峽時報》。

## 争议事件
2000年4月，《海峡时报》一篇文章形容时任马来西亚首相马哈迪·莫哈末是马来西亚的老板，但所用的英语用词Top Dog涉及到狗这个字。英国广播公司（BBC）在吉隆坡的记者说，这个英语用词在马来西亚引起强烈反感，因为马来西亚人多信奉伊斯兰教，他们认为狗是污秽和卑贱的动物，因此是一个侮辱。马来西亚多名部长谴责了有关报导干预该国内政。
马来西亚驻新加坡大使馆发表声明表示：“令人遗憾的是《海峡时报》认可在报章上发表所谓记者所写的这样轻率和冷漠的文章，显示对马来西亚政局的认识肤浅，对地区形势不敏感。”
新加坡总理吴作栋敦促两国的新闻工作者要采取慎重态度。他说，政府不同意这篇文章的内容，但是处理事件的最佳途径是去信报章。吴作栋说，马来西亚没有采取这个做法。
马来西亚首相马哈迪对事件表现低调，据称他说不大看重媒介的文章。

## 外部連結
- 官方网站